# طي ورق التواليت

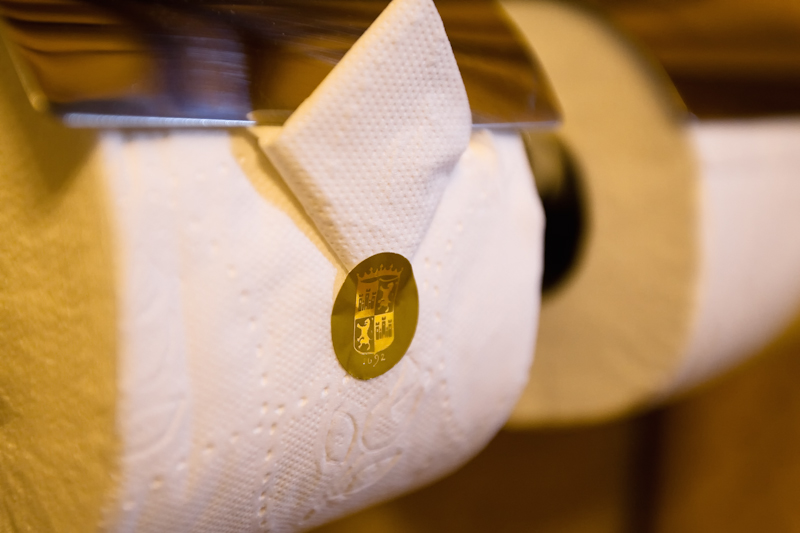
ورق تواليت مطوي في فندق

طي ورق التْواليت فِي الفندق هُوَ مُمَارَسَة شَائِعَة تَقُومْ بِهَا الفَنَادِق فِي جَمِيعْ أَنْحَاءِ الْعَالَم كَوَسِيلَة لِطَمْأَنَة النُزَلَاء بِأَنَهُ تَمَّ تَنْظِيف الحَمَامِ.
الطَيّ الشَائِع يَتَضَّمَن عَادَةً إِنْشَاء شَكِل مُثَلَث أَو "V" من الوَرَقَةِ الأُولَى أَوْ إِنْشَاء مُرَبَع عَلَى لَفّةِ وَرَقِ التْوَالِيتِ. عَادَةً، يَتِّمْ ضَمْ زَاويَّتَي الوَرَقَة النِهَائِيَّة خَلْف الوَرَقَة عَلَى نَحَو مُتَمَاثِل، وَتَكويِن نُقطَة فِي نِهَايَةِ اللَفَةِ. يَنْتُج عَنْ الطَيّ الاَكَثَر تَعَقِيِداً أَشْكَال مِثْل المَرَاوح وَ المَرَاكْب الشِرَاعِيَّة وَحَتَّى الزُّهُور.
وَقَدْ جَذَب طَيّ وَرَق التْوَالِيت (المَعْرُوف أَيضَاً بِإسْم «وَرَق توَالِيت أُورِيغَامِي» أَوْ «تُويِجَامِي») اهْتِمَام المُرَاقِبِين دَاخْل صِنَاعَة الفَنَادِق وَخَارِجِهَا، ويَشْمَل ذَلِك مُنَاقَشَة رَزِينَة (وَاقِعِيَّة) لِهَذِه المُمَارَسَة كَحَرَكَة تَسْويقِيِّة، وَتَعْلِيق سَاخِر (أَعْوج) كَذَالِك [ يَلْزَم التَوضِيح ] بِدَرَجَات مُخْتَلِفَة مِنْ الجَدِّيَة. وَقَدْ اعُتُبَرَّت هَذِه المُمَارَسَة مِثَالَاً رَمْزِيَّاً لِمِيمِي تَمَّ نَسْخُهَا عَبْرَ الْعَالَم مِنْ فُنْدُق إِلى آَخَر حَتَّى النُقْطَة التَي يَقُوم بِهَا مُعْظَمُهُم الآَنْ.

## امْتِداد
تَتَّبْع الفَنَادق هَذِه المُمَارَسَة فِي جَمِيع أَنْحَاء الْعَالَم، وفْقَاً لستيفن جيل، المُصَور البِرِيطَانِي الذَي نَشَرَ كِتَابَاً مِنْ صُوِّر وَرَق توَالِيت الفُنْدُق 
```
المَطْوي مِنْ مُخْتَلَف الدُّوَل.
[
3
]
```

الدُكتُورَة سوزان بلاكمور، التَي تَسْتَخدم مِثَال طَيّ وَرَق توَالِيت الفَنَادْق لِتَوضِيح اسْتخدَام المِيمات، حَيثُ أَشَارت فِي مُحَاضَرَة داروين داي لِعَام 
```
2006 أَمَام 
الجَمْعِية الإِنْسَانِيَّة البِرِيطَانِية
 إِلى أَنَّه حَتَى بَيْت الضِيَّافَة البَعِيد الذَي زَارَتهُ فِي قَريَّة 
آَسَام
 فِي الهِنْد قَامَ بِطَيّ الوَرَقَة الأُولَى عَلَى 
لَفَائف وَرَق التوَالِيت.
[
2
]
```

طي وَرَقْ التْوالِيتْ فِي الفَنَادق هُوَ مِثْل المُؤَسَّسة التَي اسْتخْدَمَتهُ كَأَحَد الأَحدَاث الغَرِيبة فِي فِيلم الرُّعب 1408 والتَي لَاحَظَتها الشَخْصية الرَئِيسِيَّة 
```
-بَعْد اسْتخدام وَرَق التوالِيت، وَجَدَ أَنَّهُ تَمَ طَيُّهُ بِشَكل غَامْض مُجَدَداً.
[
4
]
```

## الأَهدَاف
```
يُقْصَد بِهَذِه المُمَارَسَة طَمْأَنَة الزَبَائِن بِأَنَّ غُرَفَة الفُنْدُق تَمَّ تَنْظيفُهَا، وِفْقاً لِدِيفيد فِيلدمَان فِي عَمُودِه الصَحَفِي " لاَ يُمْكِن قِيَاسِهَا (خَفِيف 
الوَزِن) ". وَقَالَ فِيلدمَان أَنَهُ اتَصَل بِالعَدِيد مِنْ أَصْحَاب أَكْبَر سَلَاسل الفَنَادق فِي البِلَاد لِيَسأَل عَنْ سَبَب طَيّ وَرَق التوَالِيت، وقَدَّم الْجَمِيع نَفْس 
الإِجَابَة. وَاستَشهَدَ بجميس ب.ماكولي، المُدِير التَنْفِيذي لِلرَابِطَة الدَولِيَّة لِخَانَات (فَنَادْق) العُطُلَات.
[
1
]
```

```
 الفَنَادق تَرْغَب فِي مَنْح نُزَلَائِهَا الثِقَة بِأَنَّ الحَمَام تَمَّ تَنْظِيفُه مُنْذُ أَنْ اسْتَخْدَمَ آَخِر نَزِيل الغُرفَة. لِإِنْجَاز ذَلِك، سَتَطوي الخَادِمَة آَخِر 
  قِطْعَة مِنْ وَرَق التوَالِيت لِلتَّأَكُد مِنْ عَدَم اسْتَخْدَام أَيّ شَخْص لِوَرَق التوَالِيت مُنْذُ تَنْظِيف الغُرفَة. إِنَّهُ صَعْب المُلَاحَظَة (خَفِيِّ) لَكِنَه 
  فَعَّال.
```

ستيفن جيل يَعْتقِد أَنَّ هَذِه المُمَارَسَة تَهْدِف إِلَى إِرَضَاء أَو إِقْنَاع الزَبَائِن.
```
  لَكِن السَرِير المَصْنُوع بِأَنَاقَة، وَوَرَق التوالِيت المَطْويّ، كُلَّ هَذِه الأَشْيَاء تَرمُز إِلَى الإهْتمَام وَ الحُب. رُبَمَا مِثْل هَذِه اللَمْسَات الأَخِيرَة 
  هِيَ أَيْضاً مُحَاوَلَة لإقْترَاح لَا عَيّبَ فِيه أَو التَمْيز (لَا مَثِيلَ لَه)، وَ بِالتَالِي صَرْف انْتبَاهِكَ عَنْ أَيَّ عُيوب قَدْ تَكُون فِي الغُرْفَة. فَهِيَ 
  تَخْلِق لَحْظَة مِنَ الهُدُوء.
```

## المَرَاجْع
1. 1 2  Feldman, David, When Do Fish Sleep? and other Imponderables of Everyday Life, p. 4, "Why Do Many Hotels and Motels Fold Over the Last Piece of Toilet Paper in the Bathroom?" New York: Harper & Row, 1989
2. 1 2  Randerson, James, science correspondent, "The meme-ing of life", blog post, February 22, 2006, "News Blog", الغارديان, retrieved March 31, 2009 نسخة محفوظة 11 نوفمبر 2016 على موقع واي باك مشين.
3. 1 2  Barnett, Laura, "The loo roll that says I love you: Stephen Gill explains why he spent three years taking pictures of hotel toilet paper", الغارديان, September 26, 2007, retrieved March 31, 2009 نسخة محفوظة 24 يونيو 2018 على موقع واي باك مشين.
4. ↑  Salles, Steve, movie critic, "Roaches, bedbugs the least of your worries in '1408'", movie review, Standard-Examiner, Ogden, Utah, June 22, 2007, retrieved via NewsBank.com, March 31, 2009